# 750 Seventh Avenue
750 Seventh Avenue es un edificio de oficinas de 36 pisos en el vecindario Midtown Manhattan de Nueva York (Estados Unidos). Fue diseñado por Kevin Roche de Roche-Dinkeloo y desarrollado por David y Jean Solomon. 750 Seventh Avenue ocupa un sitio en el lado norte de 49th Street entre Broadway y la Séptima Avenida. Desde 1994, ha sido ocupado principalmente por las oficinas de la empresa de servicios financieros Morgan Stanley. Tiene una fachada de vidrio negro con grandes letreros y paneles de vidrio grabado. En los pisos superiores, el exterior tiene retrocesos en forma de espiral, que terminan en un pináculo de vidrio compensado.
Solomon Equities había desarrollado 750 Seventh Avenue como un desarrollo especulativo en 1989 en el sitio del Rivoli Theatre, una sala de cine. Cuando se completó, no tenía inquilinos hasta que el bufete de abogados Olwine, Connelly, Chase, O'Donnell & Wehyer arrendó el espacio en abril de 1990. Olwine Connelly se disolvió en 1991 sin pagar nunca el alquiler, y los Solomons declararon la quiebra del edificio poco después. Este fue tomado por un consorcio de bancos, que arrendó un espacio a la firma de abogados Mendes & Mount y la firma de contabilidad Ernst & Young. Morgan Stanley lo compró en 1994 para complementar su espacio en el cercano 1585 de Broadway. La firma de bienes raíces Hines y el Fondo de Pensiones de General Motors compraron 750 Seventh Avenue en 2000 y lo revendieron en 2011 a Fosterlane Management.

## Sitio
750 Seventh Avenue ocupa los dos tercios del sur de la manzana delimitada por la Séptima Avenida al este, la calle 49 al sur, Broadway al oeste y 50th Street al norte. Está a dos cuadras al norte de Times Square en el distrito de los teatros de Midtown Manhattan en Nueva York. El terreno mayormente trapezoidal cubre 2045 m², con un frente de 48,56 m sobre la Séptima Avenida y un fondo de 42 m. Una entrada a la estación de la calle 49 del metro de Nueva York, que sirve a la N , está dentro de la base del edificio. Otra entrada de metro, a la estación de la calle 50 (que da servicio a la 1 tren), está justo al norte de la entrada de Broadway del edificio.
El área circundante es parte del distrito de los teatros de Manhattan y tiene muchos teatros de Broadway. Los edificios cercanos incluyen The Theatre Center, Brill Building y Ambassador Theatre al oeste; Paramount Plaza al noroeste; el Teatro Winter Garden al norte; The Michelangelo al noreste; 745 Seventh Avenue y 1251 Avenue of the Americas al este; y Crowne Plaza Times Square Manhattan al suroeste. El sitio fue ocupado anteriormente por el Teatro Rivoli, un palacio de cine con 2400 localidades que se inauguró en 1917 bajo la dirección de Samuel Roxy Rothafel. Thomas W. Lamb había diseñado el Rivoli en un estilo parecido al Partenón, con un frontón triangular y una gran columnata; estos fueron retirados a fines de la década de 1980 por el propietario del teatro, United Artists (UA).

## Arquitectura
750 Seventh Avenue fue diseñado por Kevin Roche de Roche-Dinkeloo. Mide 152 m a su techo y 187 m a su pináculo. Fue terminado en 1989 en estilo posmoderno y tiene 36 pisos. La fachada del 750 de la Séptima Avenida está hecha de vidrio negro. La fachada tiene 860 rectángulos de vidrio grabado, diseñados por Thomas Emerson e instalados en un diseño geométrico. Para cumplir con las normas de la ciudad, cuenta con grandes letreros detrás del vidrio de la fachada. Los letreros no se instalaron inicialmente cuando se completó en 1990, pero se erigieron cuatro vallas publicitarias después de que la firma de servicios financieros Morgan Stanley lo comprara en 1994.
Al diseñar la masa del edificio, Roche no se vio limitada por un sitio pequeño o la necesidad de adquirir derechos aéreos  de los edificios vecinos, a diferencia de la casi contemporánea Carnegie Hall Tower. Hay retranqueos a lo largo del exterior de 750 Seventh Avenue, que ascienden en sentido contrario a las agujas del reloj, dando la apariencia de una espiral. Hay retranqueos en todos los edificio y abarcan una pequeña sección de cada piso. Como resultado, todos los pisos son diferentes en tamaño. Cada revés tiene una pendiente gradual, casi vertical, creando lo que el escritor de arquitectura Robert A. M. Stern describió como una apariencia "prismática". El edificio se eleva a un pináculo asimétrico, que está hecho de vidrio y fue diseñado para iluminar por la noche.
750 Seventh Avenue tiene una certificación de construcción ecológica Silver de Liderazgo en Energía y Diseño Ambiental (LEED). Según el Departamento de Planificación Urbana de la Ciudad de Nueva York, tiene 52 131.5 m² de Superficie Bruta. El US Green Building Council da una superficie diferente de 57 659 m². Cuando se completó, tenía un vestíbulo de dos pisos con paredes y pisos de granito gris y blanco. El techo era reflectante, dando la impresión de que el vestíbulo era más alto de lo que realmente era.

## Historia

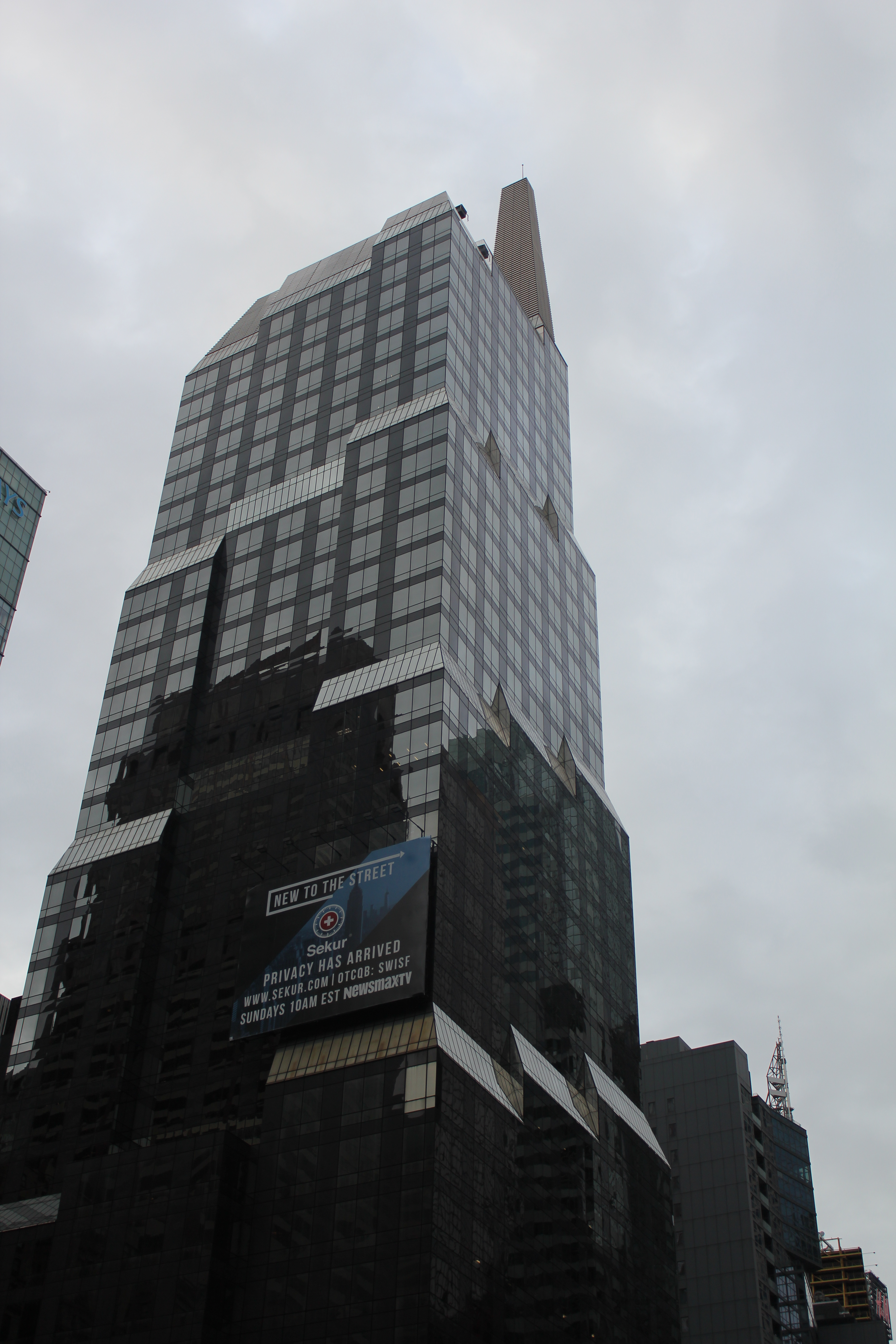
El 750 Seventh Avenue visto desde Broadway

El distrito de teatros de Times Square se había convertido en un distrito comercial después de la Segunda Guerra Mundial. No obstante, hubo relativamente pocos grandes desarrollos allí a mediados del siglo XX. Entre 1958 y 1983, sólo doce edificios con al menos 9300 m² de espacio se desarrollaron en el área de 114 cuadras entre la Sexta Avenida, Times Square, la Octava Avenida y Columbus Circle. 750 Seventh Avenue se propuso en la década de 1980, cuando había una gran demanda de espacio para oficinas en Nueva York. El equipo de marido y mujer, David y Jean Solomon, se involucraron en la adquisición de estructuras residenciales en Manhattan a fines de la década de 1970, y se mudaron a edificios de oficinas en la década siguiente. Los Solomon decidieron desarrollar dos estructuras en la periferia norte de Times Square a fines de la década de 1980: 750 Seventh Avenue y 1585 Broadway. Ambas estructuras se desarrollaron especulativamente sin el compromiso de un inquilino específico.

### Desarrollo
Para 1986, los Solomon estaban planeando una torre de 29 pisos en el sitio del Teatro Rivoli, uno de varios desarrollos planeados para Times Square. La estructura tendría 37 000 m² o 46 000 m² de espacio para oficinas. En ese momento, los edificios de oficinas podían ser al menos cuatro veces más rentables que una sala de cine que proyectaba una película de éxito en el mismo sitio. Los Solomon habían adquirido gran parte de la manzana de la ciudad entre Broadway, la Séptima Avenida y las calles 49 y 50 a mediados de 1987. El único que se resistía era Stratford Wallace, dueño de un sitio de 15 por 15 m en Broadway y la calle 50, quien dijo: "Todo el dinero en circulación más un dólar no hubiera sido suficiente" para que los Solomon compraran su edificio de tres pisos. UA demolió el Rivoli el mismo año e inicialmente planeó construir un multiplex en el sitio, dentro del nuevo edificio de oficinas. Al mismo tiempo, la Comisión de Planificación de la Ciudad de Nueva York (CPC, por sus siglas en inglés) estaba considerando promulgar regulaciones que habrían obligado a los nuevos edificios a lo largo de la sección norte de Times Square a incluir señalización luminosa. David Solomon se opuso a estas regulaciones sobre la base de que iban a ser indiscriminadas, "sin pensar en cómo aplicarlas arquitectónicamente a esos nuevos edificios".
El CPC aprobó un reglamento de planificación en septiembre de 1987, que requería grandes nuevos desarrollos en Times Square para reservar alrededor de 5 por ciento de su espacio para "usos de entretenimiento", como estudios de transmisión o tiendas en la planta baja. La ordenanza también requería que los desarrolladores de dichos edificios instalaran grandes letreros frente a Times Square. En marzo de 1988, el presidente de la UA, Stewart Blair, confirmó que la empresa había vendido su participación en la propiedad del sitio a David Solomon. Según Blair, un teatro en el sitio no era factible debido a la presencia de una línea de metro cercana. Para ese julio, se habían construido los cimientos. Kevin Roche había modificado el edificio planificado, que iba a tener 35 pisos y 54 300 m².
Las secuelas del Lunes Negro dieron como resultado que el mercado de oficinas de Nueva York cayera drásticamente, pero el mercado de oficinas se estaba recuperando en 1988. Varios bufetes de abogados estaban alquilando oficinas en Times Square en ese momento, y desarrolladores como Solomon Equities estaban ofreciendo grandes incentivos para estas empresas. Sin embargo, no habían podido encontrar un solo inquilino para 750 Seventh Avenue a fines de 1988. Al año siguiente, Solomon Equities intentó sin éxito convencer al Chemical Bank de que alquilara un espacio en 1585 Broadway o 750 Seventh Avenue. News Corporation también consideró arrendar el resto de 1585 Broadway, junto con espacio en 750 Seventh Avenue. David Solomon rompió las negociaciones a mediados de 1989 porque sintió que News Corp no pagaría suficiente alquiler. News Corp finalmente canceló las negociaciones por completo el próximo año, en medio de fuertes aumentos en las tasas de interés. Solomon Equities contrató a Lois Pitts para comercializar sus nuevos edificios en Times Square. Los Solomon habían contratado originalmente a William A. White/Grubb & Ellis como intermediarios, pero posteriormente contrataron a Cushman & Wakefield como los nuevos intermediarios en enero de 1990.

### Terminación e insolvencia
El edificio se completó sustancialmente en 1989 a un costo estimado de 150 millones de dólares. Esto coincidió con el comienzo de la recesión de principios de la década de 1990, cuando 14,5 por ciento del espacio de oficinas de Manhattan estaba vacante. Además, unos 840 000 m² de espacio de oficinas en la sección oeste de Midtown se habían desarrollado en la década de 1980, de los cuales solo la mitad se habían arrendado. El otro proyecto de los Solomon, 1585 Broadway, tampoco tuvo éxito con un solo inquilino. En abril de 1990, los Solomon firmaron su primer inquilino en 750 Seventh Avenue: el bufete de abogados Olwine, Connelly, Chase, O'Donnell & Wehyer, que firmó un contrato de arrendamiento de 20 años por diez pisos. Además de eso, sus rascacielos de Times Square, así como un tercer proyecto en 712 Fifth Avenue, estaban casi vacíos. Dado que 750 Seventh Avenue estaba ocupado a menos de la mitad, los Solomons no estaban obligados a operar las señales exteriores. También recibió una reducción de impuestos municipales que redujo su factura fiscal en varios millones de dólares.
Algunos trabajos aún estaban progresando en julio de 1990, un mes después de que se suponía que Olwine Connelly se mudaría. Los Solomons no pudieron firmar ningún otro inquilino, a pesar de ofrecer seis meses de alquiler gratis y un presupuesto de 540 dólares/m² en mejoras. Citicorp y el Bank of Nova Scotia habían prestado 212,5 millones de dólares a los Solomon para la construcción, un costo de 4013 dólares/m². Olwine Connelly finalmente se mudó a seis pisos en 750 Seventh Avenue, con una tarifa de alquiler de 4 o 5 millones de dólares al año. La empresa enfrentó varios problemas propios, incluido el aumento de las tarifas de alquiler en 750 Seventh Avenue, así como el hecho de que 40 de sus 110 empleados se habían ido entre enero y octubre de 1991. Olwine Connelly se disolvió por completo ese noviembre, dejando el edificio completamente vacío; la empresa nunca había hecho un solo pago de alquiler. A fines de 1991, Citicorp buscaba reestructurar su préstamo a las Islas Salomón.
En enero de 1992, Solomon Equities presentó una petición de bancarrota del Capítulo 11 para 750 Seventh Avenue, un mes después de haber presentado una acción similar para 1585 Broadway. The Wall Street Journal informó que Citicorp había respaldado la presentación para reestructurar su hipoteca de 187,5 millones de dólares. El European American Bank y el Commercial Bank of Kuwait también habían otorgado préstamos sin garantía para el edificio. Citicorp y varios otros bancos se hicieron cargo del inmueble. Un presidente de un banco español ofreció pagar a Citicorp 83 millones de dólares por 750 Seventh Avenue en 1992, pero el trato fracasó después de que Citicorp se estancó. El bufete de abogados Mendes & Mount arrendó el antiguo espacio de Olwine Connelly en junio de 1992 y se mudó allí ese año. Poco después, EAB acordó liquidar su préstamo de 35 millones de dólares en 750 Seventh Avenue por el tres por ciento de su valor nominal.

### Ocupación y ventas

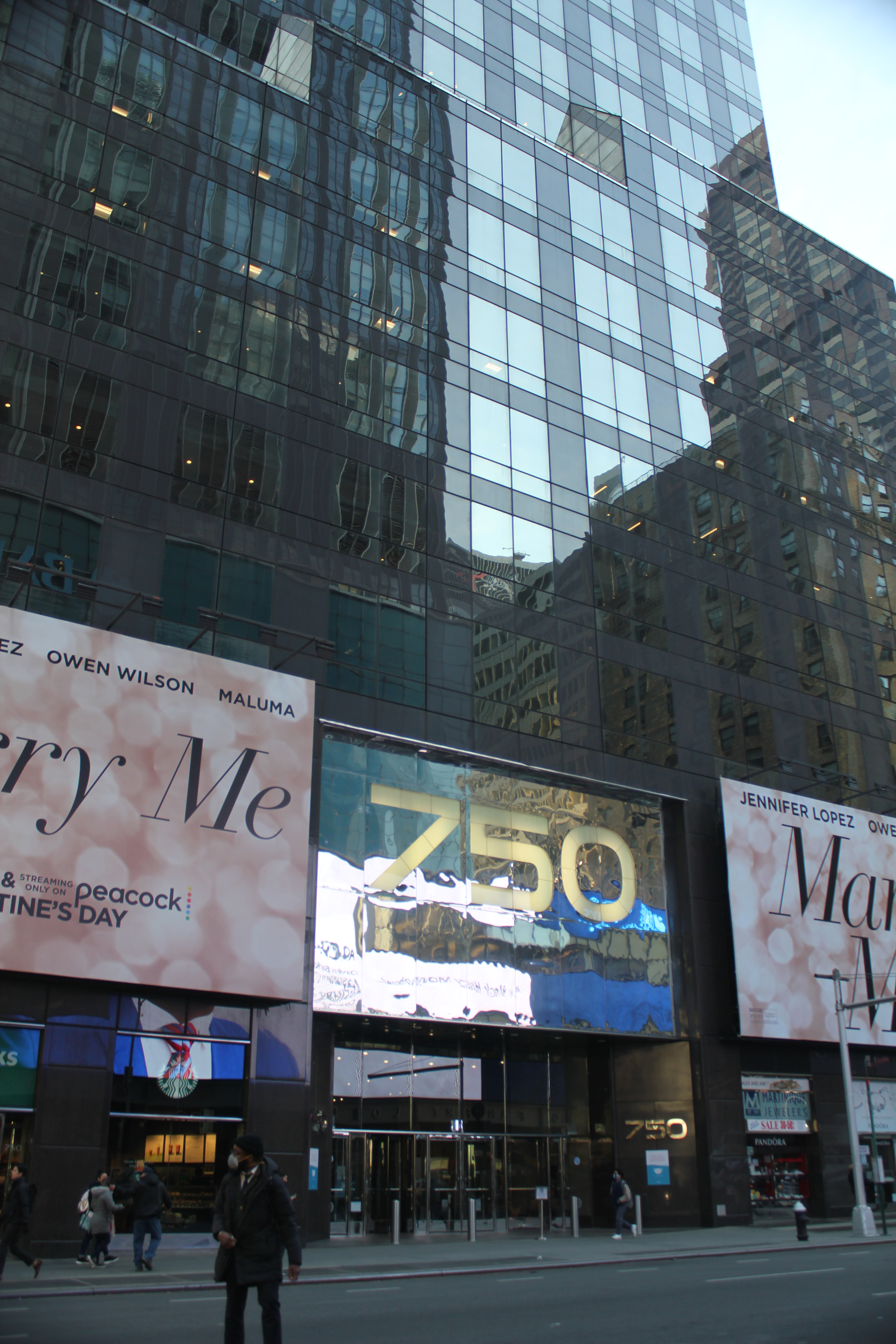
Entrada en la Séptima Avenida

A principios de 1993, el edificio ya no estaba en bancarrota y Newmark Real Estate estaba buscando inquilinos. Los bancos propietarios tenían que decidir si cobraban alquileres más baratos inmediatamente o cobraban alquileres más altos en varios meses. Los bancos decidieron cobrar una variedad de alquileres, con tasas más altas en los pisos más altos. Newmark proporcionó un espacio de oficina "prefabricado" para los inquilinos que necesitaban un espacio pequeño, que se anunció a los inquilinos en el cercano Rockefeller Center. La táctica atrajo inquilinos como una oficina regional de la firma de contabilidad Ernst & Young, que tomó 3900 m². Mientras tanto, Morgan Stanley había adquirido 1585 Broadway en 1993, pero todavía necesitaba alrededor de 23 000 m². Se consideró que la firma de Hong Kong Glorious Sun compraba 750 Seventh Avenue en ese momento, pero la firma finalmente decidió dejar que Morgan Stanley lo comprara. Morgan Stanley compró 750 Seventh Avenue en 1994 por 90 millones de dólares.
Morgan Stanley instaló letreros en la fachada para cumplir con las regulaciones de la ciudad con respecto a los letreros en edificios cercanos a Times Square. La compañía había recibido una exención de impuestos de 100 millones de dólares después de comprar 1585 Broadway y 750 Seventh Avenue. Morgan Stanley trasladó toda su división de tecnología, con mil empleados, al 750 Seventh Avenue desde septiembre de 1994 hasta junio de 1995. Morgan Stanley adquirió Dean Witter Financial Services en 1997, y 750 Seventh Avenue se convirtió en parte del "campus urbano del centro de la ciudad" de Morgan Stanley Dean Witter. En enero de 2000, Morgan Stanley decidió venderlo por 150 millones de dólares a Hines Interests Limited Partnership, en colaboración con General Motors Pension Trust. Esto fue un 67 por ciento más de lo que Morgan Stanley había pagado seis años antes, pero los expertos en bienes raíces creían que valía hasta 175 millones de dólares, casi el doble del precio de compra original. El restaurante Ruby Foo's también abrió en la planta baja en 2000, en sustitución de un restaurante con temas de comedia que había estado allí durante cuatro años.
Después de la venta, Morgan Stanley continuó alquilando su espacio en 750 Seventh Avenue. Tras los atentados del 11 de septiembre de 2001, Morgan Stanley dispersó a los empleados de su "campus" de Times Square, ya que la concentración de tantos trabajadores en un área pequeña se había convertido en un lastre. Para 2004, la empresa no estaba segura de si extendería su arrendamiento de 39 600 m², ya que la empresa había contratado a relativamente pocos trabajadores después de los ataques, pero finalmente decidió renovar el contrato de arrendamiento. Hasta mediados de la década de 2000, Morgan Stanley retuvo 37 000 m² de espacio en 750 Seventh Avenue, y Ernst & Young y Mendes & Mount también mantuvieron sus espacios allí. El bufete de abogados Steptoe & Johnson también tenía algo de espacio en tres pisos en 750 Seventh Avenue hasta 2011.
Hines puso el edificio a la venta en marzo de 2011 y recibió treinta ofertas. La firma kuwaití Fosterlane Management acordó en mayo comprarlo por 485 millones de dólares. Posteriormente, Fosterlane intentó desalojar a Ruby Foo's, lo que llevó al restaurante a demandar. Ruby Foo's finalmente se quedó hasta 2015 y fue reemplazado por un restaurante Junior's al año siguiente. El bufete de abogados Holwell Shuster & Goldberg también subarrendó tres pisos del edificio en 2015.

## Recepción
Tras la finalización de 750 Seventh Avenue en 1990, el crítico de arquitectura del The New York Times Paul Goldberger llamó a la estructura "un edificio agradablemente peculiar" y comparó su aguja con una chimenea moderna. David Masello de The Washington Post hizo una comparación similar en 1992, diciendo que el pináculo "parece ser una gran chimenea industrial". Por el contrario, Eve M. Kahn de The Wall Street Journal describió el 750 de la Séptima Avenida como una "pirámide de vidrio negro duro con proyecciones irregulares que bajan en espiral por su cuerpo", y señaló que estaba oscuro por la noche. Carter Wiseman de la revista Nueva York dijo que el "intento de rascacielos en el funk de la Séptima Avenida" de Roche era atípico de sus diseños habituales, como el Ford Foundation Building o United Nations Plaza (incluido el UN Plaza Hotel).
La versión de 2010 de la AIA Guide to New York City describió la aguja como un "dedo final", mientras que Wiseman comparó la aguja con un dedo haciendo un "gesto grosero con la mano". Cuando se puso a la venta en 2011, Laura Kusisto escribió para The New York Observer que tenía "un extraño parecido con la vecina Estrella de la Muerte ", y la aguja de vidrio se encontraba entre sus "características arquitectónicas dudosas".